# 피에르 쿤데
피에르 쿤데 말롱(프랑스어: Pierre Kunde Malong, 1995년 7월 26일 ~ )은 카메룬의 축구 선수이다. 포지션은 중앙 미드필더이며, 현재 그리스 수페르리가 엘라다의 아트로미토스에서 뛰고 있다.